# Wang Yuanlu
 Wang Yuanli  ((±1849-1931) was een Chinese monnik, die  zich had opgeworpen als beheerder van de honderden Mogao-grotten en met zeer beperkte middelen enkele daarvan trachtte te restaureren. Vanaf de vierde eeuw hadden boeddhistische monniken hier honderden grotten gecreëerd en gedecoreerd met onder meer sculpturen en muurschilderingen. 
In 1900 ontdekte hij een afgesloten grot met rond 50.000 manuscripten, de zogenaamde manuscripten  van Dunhuang. De grot had vooral als een opslagplaats gefunctioneerd voor voornamelijk boeddhistische documenten, zoals soetra's. Inwoners van Dunhuang en omgeving, reizigers, pelgrims en anderen moeten in de loop van de eeuwen duizenden, wellicht tienduizenden documenten hebben geschonken aan de boeddhistische instituten aldaar. 
Na enige tijd was er geen andere oplossing dan die te bewaren in een opslagplaats, de grot 17. Aurel Stein introduceerde daarvoor de sindsdien gangbare term sacred waste.
Dit soort opslagplaatsen komen in meer culturen voor, zoals de joodse genizah. De vondsten in de grot bij Dunhuang zijn dan ook vaak vergeleken met die van de genizah van Caïro. 
In 1908 hoorde de Brits-Hongaarse oriëntalist Aurel Stein tijdens een expeditie in Centraal-Azië van deze vondst. Stein reisde onmiddellijk naar Dunhuang. In zijn ontmoetingen met Wang Yuanlu vergeleek Stein zichzelf voortdurend met Xuanzang, een beroemde Chinese monnik die in de 7e eeuw naar India reisde en in China gezien werd als de belangrijkste vertaler van soetras in het Chinees. Gecombineerd met wat financiële giften, waardoor Wang Yuanlu enige restauratiewerkzaamheden kon voortzetten, bracht dat Aurel Stein in het bezit van een zeer omvangrijke collectie documenten. 
Ruim een half jaar later werd hij gevolgd door Paul Pelliot, die ook met een zeer omvangrijke collectie vertrok. Op de terugreis naar Parijs liet Pelliot in 1909 in Peking enkele documenten aan Chinese geleerden zien. Die informeerden de Chinese regering. Deze gaf het bevel alle nog resterende documenten naar Peking te zenden, Dat bevel werd niet geheel uitgevoerd. Als gevolg daarvan werden er in de jaren daarna ook nog kleinere hoeveelheden documenten verkocht aan Russische en Japanse onderzoekers. 
Het afsluiten van de grot had waarschijnlijk vooral prozaïsche en triviale redenen. De grot had zijn functie vervuld. Uit de plattegronden die Aurel Stein van de grot maakte, wordt duidelijk dat die vrijwel geheel gevuld was met documenten en een aantal kunstvoorwerpen. Het is ook bekend, dat in het begin van de 11e eeuw de onmiddellijk daarnaast gelegen grot 16 gerestaureerd werd en nieuwe muurschilderingen kreeg. Ook esthetische redenen kunnen dus een reden voor sluiting van grot 17 zijn geweest. De grot moet kort na 1002 afgesloten zijn. 